# هارومی ساتو
هارومی ساتو (انگلیسی: Harumi Sato؛ زادهٔ ۸ ژوئن ۱۹۹۵) بازیگر، خواننده، و رقصنده اهل ژاپن است. وی از سال ۲۰۱۱ میلادی تاکنون مشغول فعالیت بوده‌است.